# St. Nicolai et Antonii (Halle)

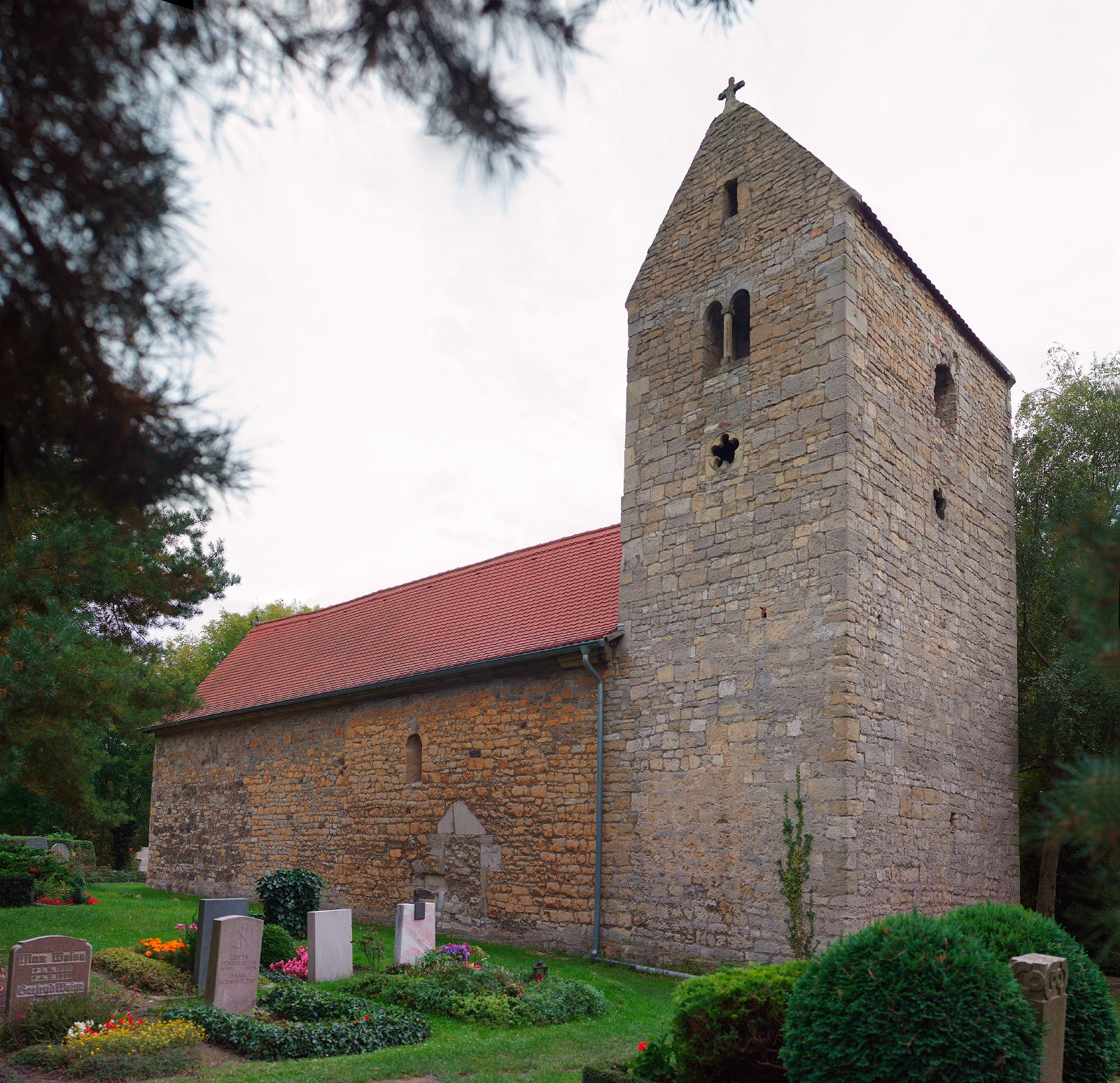
St. Nicolai et Antonii

St. Nicolai et Antonii ist eine denkmalgeschützte evangelische Kirche in der Stadtforststraße des ehemaligen selbständigen Ortes Dölau, seit 1950 Stadtteil von Halle (Saale). Sie gehört zur Kirchengemeinde Dölau-Lieskau im Kirchenkreis Halle-Saalkreis der Evangelischen Kirche in Mitteldeutschland. Im Denkmalverzeichnis der Stadt Halle ist die Kirche unter der Erfassungsnummer 094 04618 verzeichnet.

## Geschichte
Das Patrozinium des heiligen Nikolaus, ein bevorzugter Schutzpatron in den Niederlanden, ist wohl, wie schon bei den Kirchen in Böllberg und Büschdorf, auf die zu dieser Zeit in die Gegend von Halle eingewanderten Flamen und Friesen zurückzuführen. Die Gründung ist damit in der zweiten Hälfte des 12. Jahrhunderts zu vermuten. Da die Kirche im Dreißigjährigen Krieg nicht zerstört wurde, ist sie das älteste Gebäude des Ortes.
Bereits in spätromanischer Zeit ist sie das erste Mal verlängert worden und zum zweiten Mal im Jahr 1490, worauf eine Datierung im Sakramentshaus hinweist. Wie viele andere Kirchen in der Gegend erfuhr sie im 17. und Anfang des 18. Jahrhunderts eine Barockisierung, die jedoch im Äußeren sparsam ausfiel. Sie erhielt größere Segmentbogenfenster und ein neues Dach. Das Innere der Kirche wurde um 1700 mit einer Kanzel, einem neuen Taufstein und einer Empore ausgestattet. 1745 erhielt der Kanzelkorb eine neue Farbgestaltung.
In den Jahren 1975 bis 1985 wurde die Kirche schrittweise umgebaut und saniert. So wurde auch der südliche Vorbau durch einen neuen ersetzt, das Dach neu gedeckt und die Nordempore entfernt.

## Architektur und Ausstattung
Es handelt sich um eine romanische Bruchsteinkirche im Übergang zur Gotik mit einem romanischen Westquerturm mit Satteldach und einem spätromanischen rechteckigen einschiffigen Saal. An der Nordseite des Glockengeschosses hat sich eine romanische Zwillingsarkade erhalten. Das Kirchenschiff ist von einer halbkreisförmigen Holztonne überwölbt.
Bemerkenswert im Kircheninneren ist die skulptierte Sakramentsnische mit Fialenaufsatz an der Ostwand des Chores wie auch der spätgotische dreiflügelige Schnitzaltar, beide um 1490 geschaffen. Im Schrein ist eine Mondsichelmadonna mit vier Heiligen dargestellt, auf den Flügeln je vier Heilige in zwei Reihen. Dagegen stammt das Tafelbild des Abendmahls auf der Predella von 1712.
Die achteckige Sandsteinkanzel und die kelchförmige polygonale Sandsteintaufe sind beide um 1700 entstanden; die Kanzel weist typisch barocke Ausschmückungen auf wie Ranken, Früchte und Engelsköpfe auf. Die Skulptur eines Pelikans bekrönt den Schalldeckel des Kanzelkorbs. Das im Taufstein befindliche Messingbecken wurde 1666 gestiftet und zeigt auf dem Boden die Darstellung der „Kundschafter von Jericho“. Die dreiseitige hölzerne Empore schuf nach einer Inschrift in der Westempore der Baumeister Michael Bellin im Jahre 1698.
Die 1801 von Johann Gottlieb Mauer aus Leipzig geschaffene und 1804 von Johann Gottfried Krug aus Merseburg fertiggestellte Orgel befand sich ursprünglich in der von 1980 bis 1990 ungenutzten Dorfkirche Ermlitz. Die Halberstädter Orgelbaufirma Reinhard Hüfken restaurierte sie 1985 und setzte sie nach Dölau um. Es handelte sich um eine einmanualige Bachorgel mit 11 Registern und einer mechanischen Traktur. Im Jahr 2018 kehrte die Orgel in ihre ursprüngliche Kirche nach Ermlitz zurück.
Auf dem die Kirche umgebenden Friedhof sind mehrere barocke Grabmäler erhalten.